# Pyrausta tesserulalis
Pyrausta tesserulalis is een vlinder van de familie van de grasmotten (Crambidae). De wetenschappelijke naam van deze soort is voor het eerst voorgesteld als Botys tesserulalis door Hugo Theodor Christoph in een publicatie uit 1873.
De soort komt voor in Iran.